# Xelhua

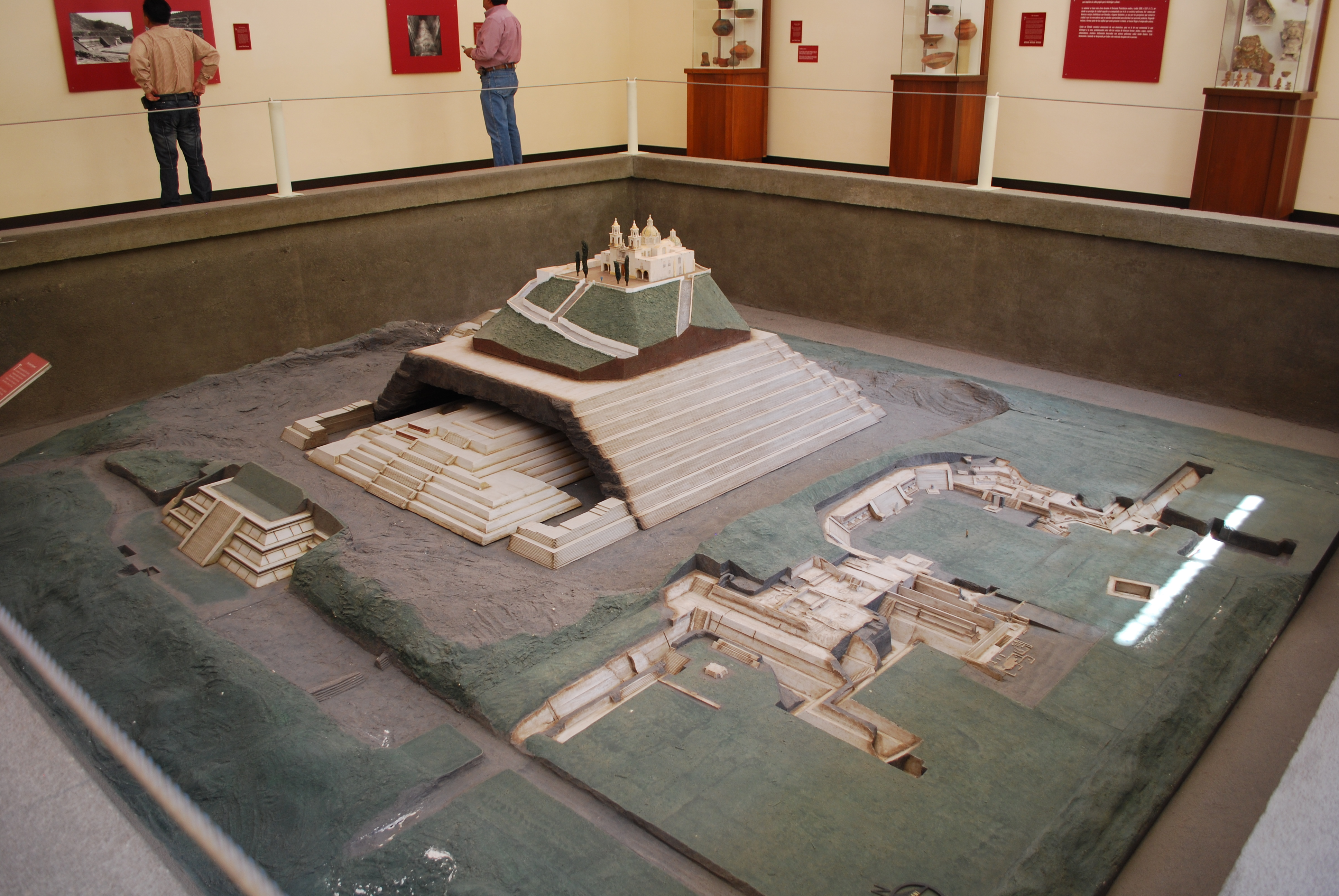
Model van de verschillende structuren, waaruit de Grote Piramide van Cholula is opgebouwd

Xelhua was een van de zeven reuzen in de Azteekse mythologie, die aan de vloed ontsnapten door de berg van Tlaloc (de regengod) in het aardse paradijs te bestijgen en daarna de Grote Piramide van Cholula bouwden. Cholula komt van het Nahuatl-woord cholallan, wat 'toevluchtsoord' of 'plaats van de vluchtelingen' betekent.
Een dominicaanse broeder, die in 1566 Cholula bezocht, schreef het volgende verslag: 'Voor de grote vloed die 4800 jaar na de schepping van de wereld plaatsvond, was het land van Anahuac bewoond door reuzen, die allen dan wel omkwamen in de vloed of werden veranderd in vissen, zeven uitgezonderd die de grotten in vluchtten. Toen het water zich terugtrok, ging een van de reuzen, genaamd Xelhua, met de achternaam de 'Architect', naar Cholula, waar hij een kunstmatige heuvel in de vorm van een piramide opwierp als een gedenkteken aan Tlaloc , die hem en zijn zes broers had gered. Hij gaf opdracht in de provincie van Tlalmanalco stenen te laten bakken, aan de voet van de Sierra van Cecotl, en om ze naar Cholula te brengen plaatste hij een rij mannen, die ze van hand tot hand aan elkaar doorgaven. De goden zagen boos toe hoe de top ervan de wolken zou raken. Geïrriteerd om de uitdagende poging van Xelhua, wierpen ze vuur op de piramide. Vele werklieden kwamen om. Het werk werd niet voltooid, en het monument werd later gewijd aan Quetzalcoatl.' (Ophiolatreia: An Account of the Rites and Mysteries Connected with the Origin, Rise, and Development of Serpent Worship (1889), anoniem, toegeschreven aan Hargrave Jennings (1817-1890))
De Azteken geloofden in Vijf Zonnen, scheppingen of wereldperioden, waarvan de vierde en vijfde waren:

## Vier-Water
De vierde zon was verbonden met de watergodin Chalchiuhtlicue, 'Zij van de Jaden Rok' en echtgenote van Tlaloc. Het vierde ras leefde van het zaad acicintli. Een enorme vloed maakte een einde aan deze schepping en haar bewoners werden in vissen veranderd.

## Vier-Beweging
De vijfde zon komt overeen met de Azteekse wereld. Nanahuatzin had er zich te Teotihuacan voor in een oplaaiend vuur opgeofferd en andere goden gaven hun bloed om hem als zon in beweging te brengen. Tonatiuh, 'Hij die stralend voortgaat', regeert deze vijfde wereld. Er is beschaving, maar ook ziekte en oorlog. Deze wereld zal onafwendbaar ten onder gaan in aardbevingen, als Tezcatlipoca de zon zal stelen.
De talud-tablero-architectuur van Teotihuacan wordt in verband gebracht met de vroegste bouwfase van de Grote Piramide van Cholula.